# Parlementair onderzoek in België
In België heeft de Kamer van volksvertegenwoordigers het recht van onderzoek op basis van artikel 56 van de Grondwet dat wordt uitgeoefend door middel van onderzoekscommissies. Tot 2014  had de Senaat (België) ook recht van onderzoek maar dit is vervangen door de mogelijkheid om een informatieverslag op te maken tijdens de zesde staatshervorming. Naast de kamer van volksvertegenwoordigers heeft ook het Vlaams Parlement, het Waals Parlement, het Brussels Hoofdstedelijk Parlement, de Gemeenschappelijke Gemeenschapscommissie en het Parlement van de Duitstalige Gemeenschap, net als de Franse Gemeenschapscommissie als het gaat om bevoegdheden die zijn overgedragen door de Franse Gemeenschap het recht van onderzoek. Voordien hadden de cultuurraden reeds recht van onderzoek.
Dit recht werd uitgewerkt in de wet van 3 mei 1880 op het parlementair onderzoek.  De wet die onderzoekscommissies regelt is aangepast in 1996 naar aanleiding van het transnuclear arrest in 1994.
Onderzoekscommissies worden over het algemeen opgericht na onverwachte schokkende gebeurtenissen in de politiek of in de maatschappij. Dit enerzijds om het probleem te onderzoeken en anderzijds ook om te tonen dat er actie wordt ondernomen door de politiek. 

## Procedure
Een onderzoekscommissie wordt opgericht door een voorstel dat wordt ingediend in de kamer door één of meer kamerleden en waarin de taken van de commissie, de looptijd en het aantal leden wordt vastgelegd. Dit voorstel moet een absolute meerderheid van stemmen krijgen om te worden goedgekeurd. De commissie wordt samengesteld door de Methode-D'Hondt toe te passen. Bij de eerste samenkomst van de commissie wordt een voorzitter gekozen door de leden. Hiervoor is er een informeel systeem tussen de partijen afgesproken over de volgorde. De commissie vergadert in principe in het openbaar al kan ze ook achter gesloten deuren werken wanneer het over geheime of gevoelige informatie gaat. 
Het doel van de commissie is om een openbaar verslag te schrijven waarin het de problemen aanduidt en mogelijke oplossingen worden aangereikt. Het is verbonden voor onderzoekscommissies om een strafonderzoek te voeren en zich in de rol van het parket te plaatsen. Onderzoekscommissies kunnen voor hun werk ook beroep doen op onafhankelijke experten. Dit zijn over het algemeen professoren aan Belgische universiteiten en juristen. Onderzoekscommissies eindigen normaal met een rapport dat ter stemming wordt voorgelegd in de Kamer van volksvertegenwoordigers al kunnen ze ook eindigen met de ontbinding van de kamer voordat hun werkzaamheden zijn beëindigd 

## Bevoegdheden
Een onderzoekscommissie heeft alle bevoegdheden die een onderzoeksrechter toekomen met uitzondering van de inbeschuldigingstelling. Dit wil zeggen dat ze huiszoekingen kunnen bevelen, afluisteren, en getuigen oproepen en onder ede verhoren. Voordat een onderzoekscommissie kan overgaan tot acties die mogelijk de privacy schenden is de tussenkomst van een magistraat echter vereist. Die wordt aangesteld door de eerste voorzitter van het Hof van beroep (België) waar de onderzoeksdaden worden gesteld. De controle van deze magistraat beperkt zich tot de wettigheid van deze acties. Wanneer een onderzoekscommissie samenloopt met een gerechtelijk onderzoek heeft dit gerechtelijk onderzoek altijd voorrang en mag de onderzoekscommissie niets doen dat dit onderzoek kan schaden. Dit is een gevolg van het Transnuklear-arrest van 6 mei 1993 waar getuigen die voor de onderzoekscommissie zijn gekomen niet langer vervolgd konden worden. Na deze zaak heeft de wetgever de wet op het parlementair onderzoek gewijzigd.
De oprichtingsdatum verwijst naar de dag waarop de plenaire vergadering van het betreffende parlement beslist tot oprichting van de onderzoekscommissie. Daarop volgt een constituerende zitting van de commissie.

## Onderzoekscommissies in de Kamer van volksvertegenwoordigers
| Legislatuur | Oprichtingsdatum  | Voorzitter                                                                                 | Voorwerp |
| ----------- | ----------------- | ------------------------------------------------------------------------------------------ | --- |
| 1831-1833   | 14 november 1831  |                                                                                            | Tiendaagse veldtocht (les causes et les auteurs des revers de la campagne militaire d’août 1831) |
| 1837-1841   | 18 mei 1840       | Léandre Desmaisières                                                                       | Buitenlandse handel. |
|             | 27 februari 1845  | Pierre-Théodore Verhaegen                                                                  | Instorting van de spoortunnel van Kumtich |
| 1857-1861   | 1859              |                                                                                            | De resultaten van de wetgevende verkiezingen in het arrondissement Leuven. |
| 1861-1864   | 1863              |                                                                                            | De resultaten van de wetgevende verkiezingen in het arrondissement Bastenaken. |
| 1878-1882   | 5 mei 1880        |                                                                                            | De morele en materiële toestand van het lager onderwijs in België, de uitslagen van de wet van 1 juli 1879 en de middelen aangewend om de uitvoering van deze wet te beletten (zie de schoolstrijd)                                                                                        |
| 1908-1912   | 10 maart 1909     |                                                                                            | De uitslagen van de wet van 21 mei 1902 (wijziging van de militiewet en van de wet op de bezoldiging van de dienstplichtigen) na te gaan. |
| 1932-1936   | 17 april 1935     | Henri Jaspar                                                                               | Het vastleggen van de verantwoordelijkheden inzake de devaluatie van de frank, vastgelegd bij de wet van 30 maart 1935 en het K.B. van 31 maart 1935 (onder de regering-Van Zeeland I). |
| 1958-1961   | 15 januari 1959   | André Dequae                                                                               | De Leopoldstad-rellen van 1959: de gebeurtenissen die zich voordeden in Leopoldstad van januari 1959. |
| 1971-1974   | 28 juni 1972      | Eugène Charpentier                                                                         | Het rechtstreeks of zijdelings inlassen van publicitaire teksten of afbeeldingen (sluikreclame) in de uitzendingen van de BRT, van de RTB en van de Kabeltelevisie. |
| 1974-1977   | 30 januari 1975   | Léon Remacle                                                                               | Het rechtstreeks of zijdelings inlassen van publicitaire teksten of afbeeldingen (sluikreclame) in de uitzendingen van de BRT, van de RTB en van de Kabeltelevisie. |
| 1981-1985   | 6 juni 1985       | Robert Collignon                                                                           | De oorzaken, de omstandigheden van en de lessen die moeten worden getrokken uit de tragische gebeurtenissen die zich op woensdag 29 mei 1985 tijdens de voetbalwedstrijd Liverpool-Juventus Turijn hebben voorgedaan (het Heizeldrama).                                                    |
| 1985-1987   | 9 april 1987      | André Bourgeois                                                                            | Het onderzoek naar de Belgische leveringen van wapens en munitie aan landen die in een gewapend conflict verwikkeld zijn of waartegen een wapenembargo geldt (zie de Iran-Contra-affaire).                                                                                                 |
| 1988-1991   | 17 maart 1988     | Éric Tomas                                                                                 | de studie van de draagwijdte, de oorzaken en de gevolgen van de mogelijke fraudeschandalen en van eventuele overtredingen op het non-proliferatieverdrag door het Studiecentrum voor Kernenergie (SCK) of aanverwante bedrijven (het Transnuklear-schandaal).                              |
| 1988-1991   | 21 april 1988     | André Bourgeois                                                                            | Het onderzoek naar de wijze waarop de bestrijding van het banditisme en het terrorisme gebeurt (cfr. Bende van Nijvel). |
| 1988-1991   | 16 juni 1988      | André Bourgeois                                                                            | Het onderzoek naar de Belgische leveringen van wapens en munitie aan landen die in een gewapend conflict verwikkeld zijn of waartegen een wapenembargo geldt (heroprichting van de onderzoekscommissie van 9 april 1987).                                                                  |
| 1991-1995   | 26 november 1992  | Johan Vande Lanotte                                                                        | Het onderzoek naar een structureel beleid met het oog op de bestraffing en de uitroeiing van de mensenhandel. |
| 1991-1995   | 5 maart 1992      | Trees Merckx-Van Goey                                                                      | De in-, uit- en doorvoer van industriële en huishoudelijke afvalstoffen. (Een onderzoekscommissie over dezelfde materie werd tevens in de Waalse Gewestraad, het huidige Waals Parlement, opgericht)                                                                                       |
| 1991-1995   | 17 juni 1993      | Frans Cauwenberghs                                                                         | Het onderzoek naar legeraankopen. |
| 1995-1999   | 13 juni 1995      | Tony Van Parys                                                                             | een onderzoek naar de noodzakelijke aanpassingen van de organisatie en de werking van het politie- en justitiewezen op basis van de moeilijkheden die gerezen zijn bij het onderzoek naar de "Bende van Nijvel".                                                                           |
| 1995-1999   | 6 maart 1996      | Serge Moureaux                                                                             | De beleidsvorming ter bestrijding van de onwettige praktijken van de sekten en van de gevaren ervan voor de samenleving en voor het individu, inzonderheid voor de minderjarigen. |
| 1995-1999   | 17 oktober 1996   | Marc Verwilghen                                                                            | Het onderzoek naar de wijze waarop het onderzoek door politie en gerecht werd gevoerd in de zaak "Dutroux-Nihoul en consoorten". |
| 1995-1999   | 24 oktober 1996   |                                                                                            | Het onderzoek naar de moord op André Cools (op 18 juli 1991). |
| 1999-2003   | 16 juli 1999      | Charles Janssens                                                                           | Een onderzoek van de Belgische vlees-, zuivel- en eierproductie en naar de politieke verantwoordelijkheden in het licht van de zogenaamde "dioxinecrisis". |
| 1999-2003   | 24 februari 2000  | Geert Versnick                                                                             | Het vaststellen van de precieze omstandigheden waarin Patrice Lumumba werd vermoord en van de eventuele betrokkenheid daarbij van Belgische politici. |
| 1999-2003   | 20 december 2001  | Raymond Langendries                                                                        | De omstandigheden die hebben geleid tot het faillissement van Sabena, de bepaling van de eventuele verantwoordelijkheden en de formulering van aanbevelingen voor de toekomst. |
| 2007-2010   | 10 april 2008     | François-Xavier de Donnea                                                                  | Fiscale fraude |
| 2007-2010   | 15 januari 2009   | Bart Tommelein                                                                             | De eerbiediging van de Grondwet, in het bijzonder de scheiding der machten, en de wetten in het raam van de tegen de nv FORTIS ingestelde gerechtelijke procedures |
| 2014-2019   | 14 april 2016     | Patrick Dewael                                                                             | De terroristische aanslagen in Brussel op 22 maart 2016 (reconstructie van de feiten, onderzoek naar de werking van de veiligheidsstructuur en analyse van de radicalisering) |
| 2014-2019   | 21 april 2016     | Ahmed Laaouej                                                                              | De uitgelekte Panama Papers over internationale fiscale fraude (initieel een bijzondere commissie, die later werd omgevormd tot onderzoekscommissie) |
| 2014-2019   | 7 juli 2016       | Eric Van Rompuy                                                                            | Het faillissement van Optima Bank. |
| 2014-2019   | 1 december 2016   | Francis Delpérée (van 1 tot 22 december 2016) Dirk Van der Maelen (vanaf 22 december 2016) | "Kazachgate"; het ontstaan van de wet van 14 april 2011 houdende diverse bepalingen, voor wat de minnelijke schikking in strafzaken betreft (de uitbreiding van de afkoopwet) |
| 2019-2024   | oktober 2023      | Sophie De Wit                                                                              | Aanpak van seksueel misbruik in de Kerk (naar aanleiding van Godvergeten). De commissie gaf de federale ombudsman de tijdelijke opdracht om getuigenissen te ontvangen. Er werden honderden getuigenissen ontvangen. Op 2 mei 2024 werd het eindrapport met 137 aanbevelingen voorgesteld. |
| 2024-2029   | 26 september 2024 | Mathieu Bihet                                                                              | onderzoek naar mogelijke disfuncties in het strafrechtelijk onderzoek "Operatie Kelk". |

## Onderzoekscommissies in de Senaat
Sinds 2014 heeft de Senaat geen recht van onderzoek meer. Hieronder staan de onderzoekscommissies die tijdens de periode 1831-2014 zijn opgericht geweest.
| Legislatuur | Oprichtingsdatum | Voorzitter                          | Voorwerp |
| ----------- | ---------------- | ----------------------------------- | --- |
| 1950-1954   | 1 maart 1951     |                                     | De activiteiten van de dienst van het Sequester. |
| 1978-1981   | 19 juni 1980     | Jos Wijninckx                       | De problemen in verband met de ordehandhaving en de private milities. |
| 1985-1987   | 7 april 1987     |                                     | Het onderzoek naar de omstandigheden waarin België, rechtstreeks of zijdelings, betrokken zou zijn in de handel en het vervoer van wapens en munitie naar de landen ten aanzien waarvan de regering tot een embargo heeft besloten (zie de Iran-Contra-affaire). |
| 1988-1991   | 23 maart 1988    |                                     | Het onderzoek en de beoordeling van de voorschriften inzake nucleaire veiligheid, de maatregelen ter voorlichting en bescherming van de bevolking en de evacuatievoorzieningen in geval van verhoogde radioactiviteit op het grondgebied van het Rijk.           |
| 1988-1991   | 20 december 1990 | Roger Lallemand                     | Het onderzoek van de recente onthullingen over het bestaan in België van een clandestien internationaal inlichtingennetwerk, bekend onder de naam "Gladio". |
| 1995-1999   | 18 juli 1996     | Hugo Vandenberghe & Roger Lallemand | Onderzoek naar de georganiseerde criminaliteit in België. |
| 1995-1999   | 23 januari 1997  | Frank Swaelen                       | Een bijzondere commissie-Rwanda, die wegens de ontoereikendheid van de normale parlementaire procedure werd omgevormd tot een onderzoekscommissie. |
| 1999-2003   | 28 juni 2001     | André Geens                         | Het onderzoek naar de legale en illegale exploitatie van en de handel in natuurlijke rijkdommen in de regio van de Afrikaanse Grote Meren, in het licht van de huidige conflictsituatie en de betrokkenheid van België daarbij.                                  |

## Onderzoekscommissies in het Vlaams Parlement
Voor het Vlaams Parlement werd het recht van onderzoek uitgewerkt in het decreet van 1 maart 2002 houdende de organisatie van het parlementair onderzoek, dat het decreet van 20 maart 1984 houdende vaststelling van de procedure van onderzoek vervangt. Een onderzoekscommissie wordt opgericht bij wijze van motie.
| Legislatuur | Oprichtingsdatum | Parl. St.        | Voorzitter         | Voorwerp |
| ----------- | ---------------- | ---------------- | ------------------ | --- |
| 1985-1987   | 22 mei 1986      | 141 (1985-1986)  | Frans Grootjans    | Het administratief en financieel beheer van de intercommunale Opera van Vlaanderen. (Commissie actief van 22 mei 1986 tot 26 mei 1987) |
| 1985-1987   | ...              | 185 (1986-1987)  | Frans Grootjans    | Het Gewestplan Halle-Vilvoorde-Asse (I) (Commissie actief van 8 januari 1987 tot 12 december 1987; niet afgerond wegens ontbinding van de Raad) |
| 1988-1991   |                  | 115 (BZ 1988)    | Louis Vanvelthoven | Het Gewestplan Halle-Vilvoorde-Asse (II) |
| 1991-1995   | 1993             | 318 (1992-1993)  | Gilbert Bossuyt    | NV Kempische Steenkoolmijnen |
| 1999-2004   | 12 mei 2000      | 291 (1999-2000)  | Patrick Lachaert   | Onderzoek naar mogelijke onzorgvuldigheden begaan sinds 1 januari 1989 bij het toekennen en bij het beheer van overheidsgelden inzake zeescheepsbouw en scheepskredieten en/of bij de uitoefening van het functioneel of financieel toezicht dat hierop werd uitgeoefend. (Commissie actief van 16 mei 2000 tot 6 juli 2000) |
| 2019-2024   | 16 juni 2021     | 844 (2020-2021)  | Hannes Anaf        | PFAS-PFOS-schandaal: Onderzoek naar de aanpak van de met PFOS vervuilde gronden op de Oosterweelwerf en de gevolgen voor de volksgezondheid. |
| 2019-2024   | 16 maart 2022    | 1176 (2021-2022) | Koen Daniëls       | Onderzoekscommissie naar de veiligheid in de kinderopvang. |

## Onderzoekscommissies in het Waals Parlement
Tot dusver (2017) werden er twee onderzoekscommissies ingesteld in het Waals Parlement.
| Legislatuur | Oprichtingsdatum | Parl. St.       | Voorzitter     | Voorwerp |
| ----------- | ---------------- | --------------- | -------------- | --- |
| 1991-1995   | 23 juli 1992     | 86 (1992)       | Jean-Pol Henry | Afvalophaling |
| 2014-2019   | 15 februari 2017 | 742 (2016-2017) | Olga Zrihen    | Onderzoek naar de transparantie en de werking van de Publifin-groep (naar aanleiding van het Publifinschandaal). |

## Onderzoekscommissies in het Parlement van de Franse Gemeenschap
In de jaren '80 werden onderzoekscommissies veelvuldig opgericht binnen het Parlement van de Franse Gemeenschap. Sindsdien zijn er geen meer ingesteld. In dit parlement worden onderzoekscommissies opgericht per decreet, wat eerder uitzonderlijk is; een decreet vereist namelijk de goedkeuring van de regering en is dus een theoretische beperking van het onderzoeksrecht aangezien de regering vaak net het voorwerp van onderzoek is.
| Legislatuur | Oprichtingsdatum             | Parl. St.       | Voorwerp                                                                                       |
| ----------- | ---------------------------- | --------------- | ---------------------------------------------------------------------------------------------- |
| 1981-1985   | decreet van 6 april 1984     | 207 (1985-1985) | De problemen van de vierde wereld                                                              |
| 1981-1985   | decreet van 29 april 1985    |                 | De situatie van minderjarigen die onder het toepassingsveld van de wet van 8 april 1965 vallen |
| 1981-1985   | decreet van 5 juli 1985      | 178 (1984-1985) | De situatie van Franstaligen binnen (Brusselse) publieke diensten                              |
| 1985-1987   | decreet van 11 december 1986 | 35 (1986-1987)  | De situatie van bejaarde personen                                                              |
|             | decreet van 17 juni 1988     | 114 (1996-1997) | De situatie van minderjarigen die onder het toepassingsveld van de wet van 8 april 1965 vallen |

## Onderzoekscommissies in Brussel
In Brussel hebben zowel het Brussels Hoofdstedelijk Parlement, de Verenigde Vergadering van de Gemeenschappelijke Gemeenschapscommissie als de Vergadering van de Franse Gemeenschapscommissie het recht van onderzoek. De ordonnantie van 16 juni 2017 regelt het parlementair onderzoek voor de Verenigde Vergadering van de Gemeenschappelijke Gemeenschapscommissie.
Binnen deze drie assemblees is er slechts één onderzoekscommissie opgericht tot nu toe.
| Legislatuur | Oprichtingsdatum | Parl. St. | Voorzitter      | Voorwerp                                  |
| ----------- | ---------------- | --------- | --------------- | ----------------------------------------- |
| 2014-2019   | 20 juni 2017     |           | Stefan Cornelis | Onderzoek naar het beheer van Samusocial. |

## Onderzoekscommissies in het Parlement van de Duitstalige Gemeenschap
Sinds 1973 (eerst de Cultuurraad voor de Duitstalige Cultuurgemeenschap, daarna de Raad/het Parlement van de Duitstalige Gemeenschap) werden drie onderzoekscommissies ingesteld.
| Legislatuur | Oprichtingsdatum | Parl. St.       | Voorwerp                                                 |
| ----------- | ---------------- | --------------- | -------------------------------------------------------- |
| 1978-1981   | 7 juli 1980      | 82 (1979-1980)  | Het afluisteren van telefoongesprekken in het Parlement. |
| 1990-1995   | 9 maart 1994     | 111 (1993-1994) | Frauduleuze toewijzing van sport- en cultuursubsidies.   |
| 1995-1999   | 16 oktober 1995  | 21 (1995-1996)  | Stichting-Niermann (de).                                 |